# 러버스 인 어 데인저러스 스페이스타임
러버스 인 어 데인저러스 스페이스타임(Lovers in a Dangerous Spacetime)은 마이크로소프트 윈도우, OS X, 플레이스테이션 4, 리눅스, 엑스박스 원, 닌텐도 스위치용으로 애스테로이드 베이스가 개발한 우주 슈팅 비디오 게임이다. 이 프로젝트는 ID@Xbox 프로그램의 일부이다. 이 게임의 타이틀은 브루스 콕번의 노래 Lovers in a Dangerous Time를 참고한 것이다.